# Bandera de Escania
La bandera de Skåne, es una bandera provincial que representa a Escania, la provincia más meridional de Suecia. Cuenta con una variante llamada bandera de la cruz de Escania.
La bandera de la cruz escandinava es utilizada por la región cuando el consejo está en sesión, junto a la bandera nacional sueca, la bandera de la Unión Europea y la bandera propia del Consejo, siendo su estado considerado como oficial. La provincia tradicional de Escania también tiene un escudo de armas que llevan una cabeza de grifo rojo en un campo de oro, y la bandera oficial de la provincia es, por lo tanto, una bandera heráldica basada en este escudo, aunque casi nunca se usa como bandera. Las autoridades provinciales modernas también usan banderas heráldicas, uno de ellos es la bandera heráldica del Consejo Regional de Escania, adoptada el 9 de febrero de 1999: en un campo de color azul, una cabeza de grifo coronada amarilla que sale del borde inferior. La provincia de Escania, Skåne län, también tiene una bandera oficial que consiste en la bandera heráldica: en un campo de amarillo, una cabeza de grifo rojo, coronada de azul.

## Proporciones
La bandera de la cruz de Escania no tiene reglas firmes relacionadas con sus relaciones matemáticas, con las principales excepciones de que tiene que parecerse a la Dannebrog danesa o a la bandera de Suecia, o en algún lugar entre estas dos banderas. Por ejemplo, basar la bandera de Escania en la bandera de Finlandia o la cruz de San Jorge inglesa cambiando los colores se consideran erróneas, ya que la cruz de la bandera finlandesa es demasiado ancha y la inglesa tiene una cruz diferente y simétrica.

## Historia
Una hipótesis en disputa afirma que la bandera se deriva del escudo de armas del arzobispo danés de Lund.
Durante mucho tiempo se creyó que la bandera moderna de Escania fue creada en la década de 1870 por iniciativa privada del profesor de historia Martin Weibull. Pero esto fue luego negado por su hijo, Curt Weibull, quien en cambio le dio este crédito a su tío, Mathias Weibull, quien también fue profesor de historia. Curt Weibull también declaró que la bandera moderna se creó por primera vez en 1902. Su diseño se basa en la tradición nórdica de las banderas con cruces. Combina el campo rojo de la bandera de Dinamarca con la cruz amarilla de la bandera de Suecia, reflejando la problemática historia de la región.